# Lucas Díaz
Lucas Díaz Parcero (Ginebra,  10 de mayo de 1996), es un futbolista español que juega de portero en las filas del Club de Fútbol Fuenlabrada.

## Carrera deportiva
Nacido en Ginebra, comenzó su carrera en la Sociedad Deportiva Compostela en 2014, debutando con el Compostela en Segunda División B el 5 de mayo de 2014.
En el Compostela estuvo hasta 2018, cuando se marchó al Real Oviedo Vetusta, el equipo filial del club ovetense, y un año después se fue al Rayo Cantabria, el equipo filial del Racing de Santander. Sin embargo, debido a la lesión de Iván Crespo y de Luca Zidane, logra debutar en Segunda División en un partido que terminó 1-1 frente al Almería.
Una semana después disputa su segundo partido en Segunda División, en un nuevo empate del Racing, esta vez a dos, y frente a la Unión Deportiva Las Palmas.
Al término de la temporada 2021-22, lograría el ascenso a la Segunda División de España, tras acabar en primera posición del Grupo I de la Primera División RFEF. El 10 de junio de 2022, el Racing de Santander hace oficial que no continuaría tras acabar contrato en el conjunto cántabro.
El 28 de junio de 2022, firma por el Club Deportivo Atlético Baleares de la Primera División RFEF.

## Clubes
| Club                   | País   | Año           |
| ---------------------- | ------ | ------------- |
| SD Compostela          | España | 2014-2015     |
| Agrupación Estudiantil | España | 2015-2016     |
| SD Compostela          | España | 2016-2018     |
| Real Oviedo Vetusta    | España | 2018-2019     |
| Rayo Cantabria         | España | 2019-2020     |
| Racing de Santander    | España | 2019-2022     |
| Atlético Baleares      | España | 2022-2023     |
| CD Lugo                | España | 2023-presente |